# Lomo de Las Eras
Lomo de Las Eras este o arie protejată (arie specială de conservare — SAC, sit de importanță comunitară — SCI) din Spania întinsă pe o suprafață de 1,7 ha, integral pe uscat.

## Localizare
Centrul sitului Lomo de Las Eras este situat la coordonatele 28°11′55″N 16°25′30″W / 28.1986°N 16.425°V.

## Înființare
Situl Lomo de Las Eras a fost declarat sit de importanță comunitară în octombrie 1999 pentru a proteja 1 specie de plante. Situl a fost protejat și ca arie specială de conservare în ianuarie 2010.

## Biodiversitate
Situată în ecoregiunea , aria protejată nu include niciun habitat protejat.
La baza desemnării sitului se află o specie protejată de  plante: Atractylis preauxiana.